# Valentino Manfredonia
Valentino Manfredonia, né le 29 septembre 1989 est un boxeur italien.

## Carrière
La carrière amateur de Valentino Manfredonia est notamment marquée par une médaille d'argent remportée aux Jeux européens de 2015 dans la catégorie des poids mi-lourds et une médaille de bronze aux championnats d'Europe de 2017 dans la même catégorie.

## Palmarès

### Championnats d'Europe de boxe
- Médaille de bronze en -81 kg en 2017 à Kharkiv, Ukraine

### Jeux européens
- Médaille d'argent en -81 kg en 2015 à Bakou, Azerbaïdjan

## Référence
1. ↑  (en) Résultats des épreuves de boxe anglaise aux championnats d'Europe 2017 (amateur-boxing.strefa.pl)